# Farewell (canção)
"Farewell" é uma canção da cantora barbadense Rihanna, gravada para o seu sexto álbum de estúdio Talk That Talk. Foi composta por Ester Dean e Alexander Grant, sendo que a produção esteve a cargo deste último sob o nome artístico Alex da Kid. A sua gravação decorreu em 2011 no Hotel Sofitel, em Paris, França, e no estúdio Fasthalle Venue Dressing Room, em Frankfurt, Alemanha. Mesmo sem ter sido lançada como single, devido às descargas digitais posteriores ao lançamento do disco, conseguiu entrar na tabela musical Gaon International Chart da Coreia do Sul e UK Singles Chart do Reino Unido.
Musicalmente, é classificada como uma balada que deriva do género musical, sendo que o seu arranjo musical é composto por vocais, guitarra e piano. A letra retrata a cantora a despedir-se do companheiro, de uma forma que não é visível se existe retorno para a relação. Os críticos estiveram divididos nas suas análises, sendo que a performance vocal de Rihanna foi elogiada e criticada da mesma forma, com alguns analistas a citar "Farewell" como tendo o melhor desempenho da cantora, enquanto que outros consideraram que existe uma ausência de sentimento na sua voz. Os profissionais fizeram também comparações a "Fire Bomb", da mesma intérprete e incluída em Rated R, bem como a registos de outras artistas, como "Halo" de Beyoncé Knowles e "Someone like You" de Adele.

## Antecedentes e desenvolvimento
Após o lançamento e aclamação do álbum anterior de Rihanna, Loud, a cantora revelou através da rede social Twitter que este seria relançado com novas músicas no outono de 2011, escrevendo que "a era Loud continuaria com novas canções para adicionar à coleção". Em setembro de 2011, a artista afirmou que os planos para o relançamento tinham sido cancelados, completando que o disco "tem o seu próprio corpo de trabalho, e como fizeram um enorme esforço merecem algo novo".
Em agosto de 2011, durante uma entrevista com a Mixtape Daily, o produtor Verse Simmonds pertencente à dupla The Juggernauts, que escreveram e produziram "Man Down", revelou que a cantora estava em fase de conclusão do seu sexto disco de originais. O duo também confirmou que tinha elaborado outros dois temas que poderiam ser incluídos no projeto, além de estarem interessados em escrever um terceiro devido ao facto da "excitação" pela artista ter gostado do seu trabalho. A 15 de setembro de 2011, Rihanna em resposta a um fã através do seu perfil no Twitter, confirmou que as sessões de gravação estavam a decorrer e confidenciou que o álbum seria lançado no outono (hemisfério norte).

## Estilo musical e letra
"Farewell" é uma canção classificada como uma balada de tempo moderado com produção pelo britânico Alex da Kid. A sua gravação decorreu em 2011 no Hotel Sofitel em Paris, França, e no estúdio Fasthalle Venue Dressing Room, em Frankfurt, Alemanha. A sua composição foi construída com fortes vocais e acordes de baixo, guitarra e piano por J. Browz. Kuk Harrell e Marcos Tovar estiveram responsáveis por captar e tratar do áudio, com assistência de Jennifer Rosales. Manny Marroquin ficou a cargo da mistura, enquanto que Erik Madrid e Chris Galland serviram como assistentes de engenharia. Jason Lipshutz da revista Billboard notou semelhanças com "Halo" de Beyoncé Knowles em relação à estrutura musical, enquanto que Priya Elan da NME considerou que o tema era reminiscente de "Fire Bomb", presente no quarto disco de originais de Rihanna lançado em 2009, Rated R. Lipshutz também salientou que a cantora entregou os seus vocais "cheios de energia" durante a ponte.
A letra foi escrita por Ester Dean e Kid. De acordo com a partitura publicada pela Universal Music Publishing Group, a música foi escrita em compasso simples de movimento moderado com um metrónomo de oitenta e oito batidas por minuto. Composta na escala de sol maior, o alcance vocal da cantora vai desde a nota baixa de sol até a mais alta de ré. Liricamente, retrata a protagonista a despedir-se do companheiro, de uma forma que não é visível se existe retorno para a relação. Um editor da Flavour Magazine considerou que a artista transmite "vocais extraordinários" na passagem "Alguém vai sentir a tua falta...". Melissa Maerz da publicação Entertainment Weekly escreveu que a cantora faz os seus "lamentos" através da letra da obra, destacando os versos "Mesmo que me mate o facto de que tenhas de ir embora / Sei que ficaria mais triste se não se fizesse à estrada". Andrew Unterberger do Pop Dust prezou a construção lírica da faixa, considerado que a parte do "Esse alguém sou eu" no final de cada um dos refrões, "poderia ter usado pistas com contexto".

## Receção pela crítica

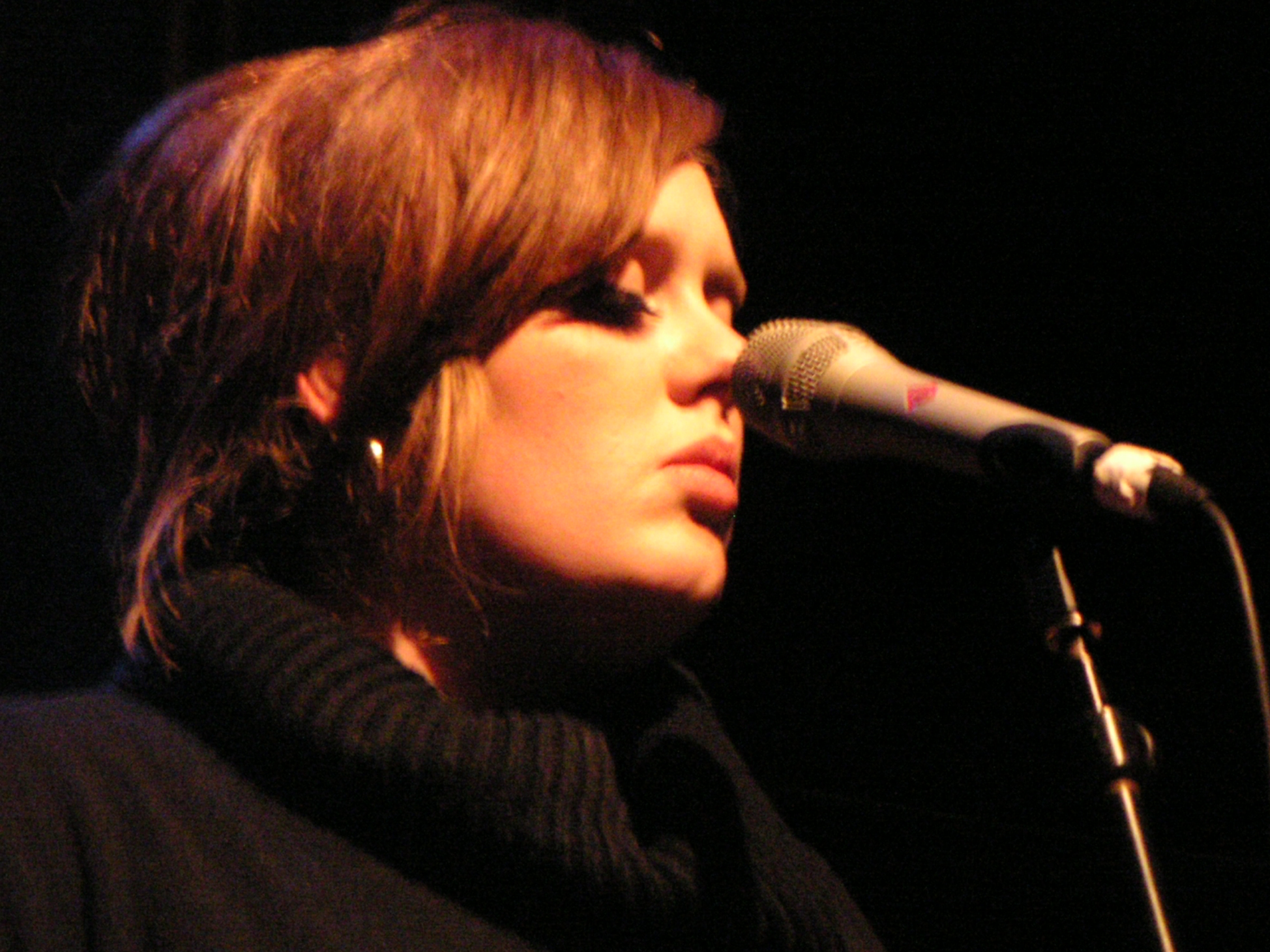
"Farewell", segundo os críticos, transmite semelhanças líricas com "Someone like You" da cantora britânica Adele.

As críticas após o lançamento da faixa foram geralmente mistas. T'Cha Dunlevy do jornal The Montreal Gazette adjetivou a canção de "épica", além de considerar um "contraste" com antecessoras no alinhamento do álbum, especificamente "Roc Me Out" e "Watch n' Learn". Um editor da Flavour Magazine utilizou a mesma palavra que o colega Dunlevy, concluindo que era "de gelar o coração" e um "final vencedor" para Talk That Talk. Kyle Jamon da revista francesa Parlé Magazine escreveu que era um "término adequado para um disco que apresenta uma nova Rihanna". Jamon elogiou a sonoridade por não incorporar uma sensação "mórbida" ou "tons obscuros", proeminentes em Rated R. Pip Ellwood do Entertainment-Focus considerou que a obra "põe fim a qualquer crítica sobre a capacidade vocal de Rihanna". Claire Suddath do periódico Time Entertainment não prezou nem criticou a música, afirmando simplesmente que é uma "balada obrigatória que todas as cantoras femininas do pop deviam incluir num álbum nos dias de hoje".
Andy Kellman da Allmusic foi mais crítico em relação às baladas "We All Want Love" e "Farewell", adjectivando a primeira de "molhada" e a última de "bombástica". Jon Caramanica do jornal The New York Times reforçou o mesmo adjetivo atribuído por Kellman e citou que "é difícil dizer se as palavras transmitem sentimento, porque a voz de Rihanna não". Andrew Unterberger do sítio Pop Dust admitiu que "Rihanna mantém o bom gosto para o seu grande número de encerramento. Há uma referência ao facto de ser uma 'rapariga crescida' no final da canção, no entanto, e mais uma vez, num mundo pós-"S&M", [a linha] não pode deixar de soar um pouquinho obsceno". Nathan Slavik do portal DJ Booth considerou que a melodia "não dispunha de qualquer originalidade". "Não é necessariamente má, mas também não é boa de qualquer maneira significativa", acrescentou. Simon Price do diário The Independent considerou que a letra de "Farewell" tinha sido "descaradamente reescrita" a partir de "Someone like You" por Adele.

## Desempenho nas tabelas musicais
Após o lançamento de Talk That Talk, "Farewell" atingiu a 69.ª posição como melhor na Gaon International Chart da Coreia do Sul. Também entrou na UK Singles Chart no 155.º lugar a 3 de dezembro de 2011, devido ao número de descargas digitais.

### Posições
| Tabela musical (2011)                    | Melhor posição |
| ---------------------------------------- | -------------- |
| Coreia do Sul - Gaon International Chart | 69             |
| Reino Unido - UK Singles Chart           | 155            |

## Créditos
Todo o processo de elaboração da canção atribui os seguintes créditos pessoais:
- Rihanna – vocalista principal;
- Ester Dean - composição, produção;
- Alexander Grant - composição, produção;
- Kuk Harrell -  produção e gravação vocal;
- Marcos Tovar - gravação vocal;
- Jennifer Rosales - assistente de gravação vocal;
- Manny Marroquin - mistura;
- Erik Madrid, Chris Galland - assistência de engenharia de mistura;
- J. Browz - baixo, guitarra, piano.